# Diane Leather
Diane Leather Charles (Streetly, 1933. január 7. – Truro, 2018. szeptember 6.) Európa-bajnoki ezüstérmes angol atléta, középtávfutó.

## Pályafutása
Az 1954-es berni és az 1958-as stockholmi Európa-bajnokságon ezüstérmet szerzett 800 méteren. Részt vett az 1960-as római olimpián, ahol ugyan ebben a számban nem jutott a döntőbe.

## Sikerei, díjai
- Európa-bajnokság – 800 m
  - ezüstérmes: 1954, 1958

## Magánélete
A római olimpia után 27 évesen fejezte be pályafutását és Truroban telepedett le, ahol a területi Gyermekvédelmi Szolgálatnál tevékenykedett. 55 évig volt házas néhai férjével, akit 2017-ben vesztett el. Négy gyermekük és 13 unokájuk született. 2018. szeptember 5-én, 85 évesen stroke-ban hunyt el.